# Grod (Hergatz)
Grod (westallgäuerisch: ts Grōd) ist ein Gemeindeteil der Gemeinde Hergatz im bayerisch-schwäbischen Landkreis Lindau (Bodensee).

## Geographie
Der Weiler liegt circa fünf Kilometer nordöstlich des Hauptorts Hergatz und er zählt zur Region Westallgäu. Durch die Ortschaft verläuft die Bundesstraße 12. Nordöstlich von Grod fließt die Obere Argen, die hier die Grenze zur Gemeinde Argenbühl in Baden-Württemberg bildet.

## Ortsname
Der Ortsname stammt vom mittelhochdeutschen Wort gerode; gerot für Rodung. Somit deutet der Ortsname auf eine Rodesiedlung hin.

## Geschichte
Grod wurde erstmals urkundlich im Jahr 1550 mit C. Kúmpffler Zú Grod erwähnt. In Grod stand eine Hammerschmiede, deren Geschichte bis mindestens ins 16. Jahrhundert reichte. Sie wurde 2003 abgebrochen. 1617 wurden zwei Häuser in Grod gezählt und 1818 vier Wohngebäude. Im Jahr 1752 fand die Vereinödung von Grod statt. Der Ort gehörte einst zur Reichsstadt Wangen. Anfang des 19. Jahrhunderts wurde die Ölmühle zwischen Staudach und Grod aufgegeben.

## Persönlichkeiten
- Josef Hildebrand, Altbürgermeister und Ehrenbürger von Hergatz[8]